# Actephila excelsa
Actephila excelsa är en emblikaväxtart som först beskrevs av Nicol Alexander Dalzell, och fick sitt nu gällande namn av Johannes Müller Argoviensis. Actephila excelsa ingår i släktet Actephila och familjen emblikaväxter.

## Underarter
Arten delas in i följande underarter:
- A. e. excelsa
- A. e. javanica
- A. e. puberula